# Top 12 de la URBA 2023
El Top 12 de la URBA de 2023 fue la 121.ª edición del máximo torneo de rugby 15 masculino de la Unión de Rugby de Buenos Aires (URBA) (diez equipos de la Provincia de Buenos Aires, un equipo de la Ciudad de Buenos Aires y un equipo de la ciudad de Rosario). La iniciación tradicionalmente se produce en los primeros meses del año para finalizar en los últimos. Todos los partidos de la fase regular se jugaron a las 15:30 hora local (UTC -03:00).
La temporada 2023 recupera el formato de doce equipos competidores que se había visto alterado por la pandemia de covid. Esta temporada registra el ascenso del club La Plata, de la ciudad homónima, y contempla dos descensos directos al final del torneo.

## Equipos participantes
| Equipo                                    | Localidad (cancha)     | Provincia/CABA                         | Pos. 2022                     | Part. |
| ----------------------------------------- | ---------------------- | -------------------------------------- | ----------------------------- | ----- |
| Asociación Alumni                         | Malvinas Argentinas    | Provincia de Buenos Aires              | 5.º                           | 26    |
| Atlético del Rosario                      | Rosario                | Santa Fe                               | 7.º                           | 22    |
| Belgrano Athletic Club                    | Ciudad de Buenos Aires | Ciudad Autónoma de Buenos Aires (CABA) | 6.º                           | 19    |
| Buenos Aires CRC                          | San Fernando           | Provincia de Buenos Aires              | 8.º                           | 3     |
| Club Atlético San Isidro (CASI)           | San Isidro             | Provincia de Buenos Aires              | 9.º                           | 27    |
| Club Universitario de Buenos Aires (CUBA) | Malvinas Argentinas    | Provincia de Buenos Aires              | 4.º (Semifinalista)           | 21    |
| Hindú Club                                | Don Torcuato           | Provincia de Buenos Aires              | 1.º (Campeón)                 | 27    |
| La Plata                                  | La Plata               | Provincia de Buenos Aires              | Campeón Primera A (ascendido) | 24    |
| Newman                                    | Benavídez              | Provincia de Buenos Aires              | 2.º (Semifinalista)           | 25    |
| Pucará                                    | Burzaco                | Provincia de Buenos Aires              | 10.º                          | 21    |
| San Isidro Club (SIC)                     | San Isidro             | Provincia de Buenos Aires              | 3.º (Subcampeón)              | 27    |
| San Luis                                  | La Plata               | Provincia de Buenos Aires              | 11.º                          | 23    |

## Forma de disputa y reglamentaciones
El campeonato está dividido en dos etapas, la etapa regular y la etapa eliminatoria.
Etapa regular
Los equipos se enfrentan entre sí con formato de todos contra todos a dos ruedas (22 fechas). Se otorgan cuatro (4) puntos por victoria, dos (2) por empate y ninguno (0) en caso de derrota. También se otorga punto bonus:
- El punto bonus ofensivo se da cuando un equipo logra por lo menos tres tries más que su rival.
- El punto bonus defensivo se da cuando un equipo pierde por una diferencia de hasta siete puntos.

Los cuatro mejores equipos avanzan directamente a las semifinales.
Etapa eliminatoria
Los equipos ubicados primero y segundo enfrentarán al cuarto y tercero respectivamente y los ganadores avanzan a la final para determinar al campeón.
Descensos y ascensos
Los equipos ubicados en el 11.º y 12.º puesto en la etapa regular descendieron directamente a la Primera División A. Mientras que ascenderán al Top 12 de 2024 el campeón de la Primera División A y el ganador del torneo reducido entre los equipos ubicados del segundo y al quinto lugar.

## Clasificación
| Pos. | Equipo               | Encuentros | Encuentros | Encuentros | Encuentros | Tantos | Tantos | Tantos | Puntos bonus | Puntos |
| Pos. | Equipo               | PJ         | PG         | PE         | PP         | F      | C      | Dif    | Puntos bonus | Puntos |
| ---- | -------------------- | ---------- | ---------- | ---------- | ---------- | ------ | ------ | ------ | ------------ | ------ |
| 1.º  | Newman               | 22         | 17         | 1          | 4          | 692    | 525    | 167    | 8            | 78     |
| 2.º  | SIC                  | 22         | 14         | 2          | 6          | 717    | 467    | 250    | 12           | 72     |
| 3.º  | Hindú                | 22         | 14         | 0          | 8          | 707    | 476    | 231    | 15           | 71     |
| 4.º  | Alumni               | 22         | 15         | 0          | 7          | 599    | 482    | 117    | 8            | 68     |
| 5.º  | CUBA                 | 22         | 13         | 1          | 8          | 667    | 562    | 105    | 10           | 64     |
| 6.º  | Belgrano Athletic    | 22         | 12         | 2          | 8          | 646    | 601    | 45     | 7            | 59     |
| 7.º  | CASI                 | 22         | 10         | 1          | 11         | 615    | 640    | -25    | 7            | 49     |
| 8.º  | Buenos Aires CRC     | 22         | 8          | 1          | 13         | 523    | 603    | -80    | 6            | 40     |
| 9.º  | San Luis             | 22         | 9          | 0          | 13         | 502    | 604    | -102   | 4            | 40     |
| 10.º | Atlético del Rosario | 22         | 9          | 0          | 13         | 573    | 679    | -106   | 3            | 39     |
| 11.º | La Plata             | 22         | 7          | 0          | 15         | 492    | 597    | -105   | 9            | 37     |
| 12.º | Pucará               | 22         | 0          | 0          | 22         | 399    | 896    | -497   | 5            | 5      |

Fuente: URBA
|  | Clasificados a las semifinales. |
|  | Descienden a 1.ª División A.    |

### Fase eliminatoria
|  | Semifinales     | Semifinales |                 |        | Final | Final |  |
|  |                 |             |                 |        |       |       |  |
|  |                 |             |                 |        |       |       |  |
|  | Newman          | 23          |                 |        |       |       |  |
|  | Newman          | 23          |                 |        |       |       |  |
|  | Alumni          | 24          |                 |        |       |       |  |
|  | Alumni          | 24          |                 | Alumni | 12    |       |  |
|  |                 |             |                 | Alumni | 12    |       |  |
|  |                 |             | San Isidro Club | 15     |       |       |  |
|  | San Isidro Club | 20          | San Isidro Club | 15     |       |       |  |
|  | San Isidro Club | 20          |                 |        |       |       |  |
|  | Hindú           | 14          |                 |        |       |       |  |
|  | Hindú           | 14          |                 |        |       |       |  |
|  |                 |             |                 |        |       |       |  |

- Todos los horarios corresponden al huso horario local UTC -03:00.

#### Semifinales
| 4 de noviembre de 2023 | Newman | 23 – 24 | Alumni |             |             |
| 18:50                  |        |         |        | Árbitro(s): | Árbitro(s): |

| 5 de noviembre de 2023 | San Isidro Club | 20 – 14 | Hindú |             |             |
| 17:10                  |                 |         |       | Árbitro(s): | Árbitro(s): |

#### Final
| 11 de noviembre de 2023 | Alumni | 12 - 15 | San Isidro Club |             |             |
| 17:10                   |        |         |                 | Árbitro(s): | Árbitro(s): |

|                                     |
|                                     |
| Campeón San Isidro Club 27.º título |